# Jean Bosco Safari
Jean Bosco Safari (Rubago, Rwanda, 10 mei 1954) is een Vlaams-Rwandees zanger en muzikant.
Toen Safari zes jaar oud was, werd hij geadopteerd door een Vlaams gezin en verhuisde hij naar Merksem. Zijn adoptienaam was Johan Vijdt, maar hij werd meestal 'Jean' genoemd.
Van 1976 tot 1983 werkte hij bij Studio Vandersteen, waar hij vooral meehielp met de strip Bessy.
In 1989 nam hij onder de naam Kid Safari zijn eerste cd op: Wow. In 1995 veranderde hij zijn naam weer in zijn Rwandese naam, Jean Bosco Safari. In 1999 werd hij benoemd tot ereburger van Ruiselede dankzij zijn inzet voor diverse benefietconcerten ten voordele van de projecten van Ruiseledenaar broeder Guido Icket in Kinshasa.

## Gebeurtenissen
Op 10 augustus 2019 verzorgde Safari ter gelegenheid van Festilove te Hasselt het voorprogramma van de Romeo's Tribute Band.

## Albums
- The Romantic Heroes (1993), ARS Productions
- Little Boy Blue (1995), Polydor
- Visions of Home (1997), Polygram
- Nomad (2003), J2 Music
- Private Revolution (2008), Lime & Shugga Records